# 藤井新八郎
藤井 新八郎（ふじい しんぱちろう、1875年（明治8年） -  1948年（昭和23年））は、日本の医師。秋田県仙北郡六郷町（現・美郷町）六郷字本道町出身。六郷町長も務めた。

## 来歴
本道町の角に住み、「ゲンジ」さんと呼ばれていた町医者である藤井玄瑞の長男。六郷町における医者が3代続く家系だった。1891年（明治24年）、秋田中学（現・秋田県立秋田高等学校）を卒業し、第一高等学校へ進学。1896年（明治29年）には、帝国大学医科大学（大学名は1897年に東京帝国大学に改称）へ入学し、1901年（明治34年）に卒業した。卒業当初は同大学病院の副手、のち松江市の病院へ赴任する。
その後、郷里へ帰り、六郷町において、初めて開業した帝大卒の医学士となる。1917年（大正6年）、六郷町の町会議員となり、1929年（昭和4年）に県の医者会会長に就任。1930年（昭和5年）当時の六郷町の開業医は、新八郎の他にも高橋利貞、高橋哲三、栗林信、赤坂順治、歯科医の鷹觜胖（たかのはしゆたか）、舟木喜一と多士済々だった。新八郎は町民からは「院長さん」と慕われ、1939年（昭和14年）に推されて、町長に就任。日中戦争、第二次世界大戦の難しい4年間、町政運営に尽くした。

## 人物
小杉天外の小説「魔風恋風」が読売新聞紙上で人気が出てきた頃、そのモデルが新八郎と美校生の小西正太郎かと、ホットな話題が町に流れた。天外は同じ六郷町の出身である。

## 親族
- 藤井帰一郎（きいちろう） - 内小友村宮林新田（現在の大仙市内小友）出身。小松清兵衛の次男。1883年（明治16年）12月、玄瑞の養子となり、長女タケと結婚。1887年（明治20年）、六郷上町に分家。六郷町の教育の基礎を築いた[3]。
- 藤井達次 - 新八郎の次男。1904年（明治37年）生で、北海道帝国大学農科を卒業後、東京医学歯学専門学校（現・東京医科歯科大学）に進み医師となる。1929年（昭和4年）に秋田女子師範学校（現・秋田大学教育学部）で生物学を講じた。1963年（昭和38年）以降は、男鹿保健所長をつとめた。また、六郷町の郷土史家である栗林新一郎とは知友である[1]。
- 新八郎は、小西正太郎と姻戚関係（義弟）にあたる[1]。